# Římskokatolická farnost Šubířov
Římskokatolická farnost Šubířov je územní společenství římských katolíků s farním kostelem Panny Marie Sedmibolestné v děkanátu Konice olomoucké arcidiecéze.

## Historie farnosti
První písemná zmínka o obci pochází z roku 1710. Kostel v obci byl vysvěcen v září 1742. V roce 1980 byl moderně upraven.

## Duchovní správci
Od července 2011 je administrátorem excurrendo R. D. Mgr. Ondřej Horáček, DiS.

## Bohoslužby
| Kostel                    | Místo   | Bohoslužba (den) | Hodina                                    | Poznámka     |
| ------------------------- | ------- | ---------------- | ----------------------------------------- | ------------ |
| Panny Marie Sedmibolestné | Šubířov | neděle středa    | 11.00 17.15 (zimní čas)/18.00 (letní čas) | Farní kostel |